# Popis vrsta roda Symplocos
Popis vrsta roda Symplocos
1. Symplocos abietorum Standl. & Steyerm.
2. Symplocos abrahamiana R. Jagad., Gangapr. & S. P. Mathew
3. Symplocos acananensis Steyerm.
4. Symplocos acuminata (Blume) Miq.
5. Symplocos adenophylla Wall. ex G. Don
6. Symplocos adenopus Hance
7. Symplocos altissima Brand
8. Symplocos ambangensis Noot.
9. Symplocos amplifolia Brand
10. Symplocos ampulliformis C. T. White
11. Symplocos anamallayana Bedd.
12. Symplocos andicola B. Ståhl
13. Symplocos angulata Brand
14. Symplocos annamensis Noot.
15. Symplocos anomala Brand
16. Symplocos apiciflora B. Ståhl
17. Symplocos aprilis Brand
18. Symplocos araioura Merr.
19. Symplocos arborea (Vieill.) Brongn. & Gris
20. Symplocos arbutifolia Casar.
21. Symplocos arechea L'Hér.
22. Symplocos argenna Brand
23. Symplocos atjehensis Noot.
24. Symplocos atlantica Aranha
25. Symplocos atroviolacea Merr. & Chun ex H. L. Li
26. Symplocos austin-smithii Standl.
27. Symplocos austromexicana Almeda
28. Symplocos austrosinensis Hand.-Mazz.
29. Symplocos authilingomii A. N. Henry & Gopalan
30. Symplocos badia B. Ståhl
31. Symplocos baehnii J. F. Macbr.
32. Symplocos baeuerlenii R. T. Baker
33. Symplocos banaensis Guillaumin
34. Symplocos baracoensis P. W. Fritsch & Almeida
35. Symplocos barisanica Noot.
36. Symplocos barringtoniifolia Brand
37. Symplocos batakensis Noot.
38. Symplocos bidana Aranha
39. Symplocos blancae B. Ståhl
40. Symplocos bogotensis Brand
41. Symplocos bolivarana Aristeg.
42. Symplocos bombycina B. Stahl
43. Symplocos boninensis Rehder & E. H. Wilson
44. Symplocos boonjee Jessup
45. Symplocos borneensis Brand
46. Symplocos brachybotrys Merr.
47. Symplocos bractealis Thwaites
48. Symplocos brandisii Koord. & Valeton
49. Symplocos breedlovei Lundell
50. Symplocos bullata Jessup
51. Symplocos buxifolia Stapf
52. Symplocos buxifolioides K. G. Pearce
53. Symplocos caerulescens (Vieill.) Brongn. & Gris
54. Symplocos calycodactylos Brand
55. Symplocos cambodiana (Pierre) Haller fil.
56. Symplocos candelabrum Brand
57. Symplocos canescens B. Ståhl
58. Symplocos carmencitae B. Ståhl
59. Symplocos caudata Wall. ex G. Don
60. Symplocos celastrifolia Griff. ex C. B. Clarke
61. Symplocos celastrinea Mart. ex Miq.
62. Symplocos celebica Koord.
63. Symplocos cerasifolia Wall. ex DC.
64. Symplocos cernua Bonpl.
65. Symplocos chaoanensis F. G. Wang & H. G. Ye
66. Symplocos chimantensis Steyerm. & Maguire
67. Symplocos chloroleuca B. Ståhl
68. Symplocos ciponimoides Griseb.
69. Symplocos citrea Lex.
70. Symplocos clethrifolia B. Ståhl
71. Symplocos coccinea Bonpl.
72. Symplocos cochinchinensis (Lour.) S. Moore
73. Symplocos colombonensis Noot.
74. Symplocos colorata Brand
75. Symplocos columbuli Noot.
76. Symplocos complanata Brand
77. Symplocos composiracemosa Noot.
78. Symplocos condorensis B. Ståhl
79. Symplocos congesta Benth.
80. Symplocos cordifolia Thwaites
81. Symplocos coreana (H. Lév.) Ohwi
82. Symplocos coriacea A. DC.
83. Symplocos coronata Thwaites
84. Symplocos corymboclados Brand
85. Symplocos costaricana Hemsl.
86. Symplocos costata (Blume) Choisy ex Zoll.
87. Symplocos costatifructa Noot.
88. Symplocos crassilimba Merr.
89. Symplocos crassipes C. B. Clarke
90. Symplocos crassiramifera Noot.
91. Symplocos crassulacea B. Stahl
92. Symplocos cubensis Griseb.
93. Symplocos culminicola Standl. & Steyerm.
94. Symplocos cundinamarcensis B. Stahl
95. Symplocos cuneata Thwaites
96. Symplocos cuscoensis B. Ståhl
97. Symplocos cyanocarpa C. T. White
98. Symplocos cylindracea Noot.
99. Symplocos dasyphylla Brand
100. Symplocos debilis B. Ståhl
101. Symplocos decorticans B. Stahl
102. Symplocos deflexa Stapf
103. Symplocos denticulata B. Ståhl
104. Symplocos disepala Guillaumin
105. Symplocos diversifolia Brand
106. Symplocos dolichopoda B. Ståhl
107. Symplocos dolichotricha Merr.
108. Symplocos domingensis Urb.
109. Symplocos dryophila C. B. Clarke
110. Symplocos ecuadorensis Little
111. Symplocos ecuadorica Doweld
112. Symplocos elegans Thwaites
113. Symplocos elliptica L. M. Kelly & Almeda
114. Symplocos englishii Hemsl.
115. Symplocos estrellensis Casar.
116. Symplocos euryoides Hand.-Mazz.
117. Symplocos excelsa L. O. Williams
118. Symplocos excoriata B. Ståhl
119. Symplocos extraaxillaris Brand
120. Symplocos falcata Brand
121. Symplocos fasciculata (Roxb.) Zoll.
122. Symplocos filipes Noot.
123. Symplocos fimbriata B. Ståhl
124. Symplocos flavescens Brand
125. Symplocos flos-fragrans Chaparro
126. Symplocos flos-pilosa Aristeg.
127. Symplocos foliosa Wight
128. Symplocos fordii Hance
129. Symplocos fragilis B. Ståhl
130. Symplocos fukienensis Y. Ling
131. Symplocos fuliginosa B. Ståhl
132. Symplocos fuscata B. Ståhl
133. Symplocos gambliana Brand
134. Symplocos gigantifolia Noot.
135. Symplocos gittinsii Jessup
136. Symplocos glaberrima Gontsch.
137. Symplocos glabra Jessup
138. Symplocos glabriramifera Noot.
139. Symplocos glandulifera Brand
140. Symplocos glandulosomarginata Hoehne
141. Symplocos glauca (Thunb.) Koidz.
142. Symplocos glaziovii Brand
143. Symplocos globulifera B. Ståhl
144. Symplocos glomerata King ex C. B. Clarke
145. Symplocos golondrinae B. Ståhl
146. Symplocos goodeniacea Noot.
147. Symplocos gracilis Brongn. & Gris
148. Symplocos graniticola Jessup
149. Symplocos groffii Merr.
150. Symplocos guacamayensis B. Ståhl
151. Symplocos guadeloupensis Krug & Urb.
152. Symplocos guianensis (Aubl.) Gürke
153. Symplocos guillauminii Merr.
154. Symplocos hainanensis Merr. & Chun ex H. L. Li
155. Symplocos harroldii Jessup
156. Symplocos hartwegii A. DC.
157. Symplocos hayesii C. T. White & W. D. Francis
158. Symplocos heishanensis Hayata
159. Symplocos henryi Brand
160. Symplocos henschelii (Moritzi) Benth. ex Clarke
161. Symplocos herzogii Sleumer
162. Symplocos hiemalis Lingelsh.
163. Symplocos hintonii Lundell
164. Symplocos hongiaoensis Nagam. & Tagane
165. Symplocos hookeri C. B. Clarke
166. Symplocos hottae Nagam.
167. Symplocos hotteana Urb. & Ekman
168. Symplocos huegeliana Brand
169. Symplocos hylandii Noot.
170. Symplocos iliaspaiensis Noot.
171. Symplocos imbricata Brand
172. Symplocos imperialis Brand
173. Symplocos incahuasensis Sagást. & M. O. Dillon
174. Symplocos incrassata Aranha
175. Symplocos inopinata Aranha
176. Symplocos insignis Brand
177. Symplocos insolita Aranha, P. W. Fritsch & Almeda
178. Symplocos interrupta Brand
179. Symplocos itatiaiae Wawra
180. Symplocos jauaensis Steyerm. & Maguire
181. Symplocos johniana Stapf
182. Symplocos juiyenensis C. C. Wang & C. H. Ou
183. Symplocos junghuhnii Koord.
184. Symplocos jurgensenii Hemsl.
185. Symplocos kawakamii Hayata
186. Symplocos kemiriensis Nagam.
187. Symplocos khasiana Brand
188. Symplocos kleinii Aranha
189. Symplocos koidzumiana Tatew. & B. Yoshim.
190. Symplocos kothayarensis Sundaresan, Jothi, S. Rajkumar & Manickam
191. Symplocos kurgensis C. B. Clarke
192. Symplocos laeteviridis Stapf
193. Symplocos lanata Krug & Urb.
194. Symplocos lancifolia Siebold & Zucc.
195. Symplocos lasseri Steyerm.
196. Symplocos latifolia Krug & Urb.
197. Symplocos laxiflora Benth.
198. Symplocos ledermannii Brand
199. Symplocos lehmannii Brand
200. Symplocos leochaii P. Chai
201. Symplocos leonis Britton & P. Wilson
202. Symplocos leptophylla (Brand) Turrill
203. Symplocos leucantha Kurz
204. Symplocos leucocarpa Brand
205. Symplocos lilacina Brand
206. Symplocos limoncillo Humb. & Bonpl.
207. Symplocos limonensis B. Ståhl, C. Ulloa & Minga
208. Symplocos liukiuensis Matsum.
209. Symplocos longifolia H. R. Fletcher
210. Symplocos longipes Lundell
211. Symplocos lucida Wall. ex G. Don
212. Symplocos lutescens Brand
213. Symplocos macrocarpa Wight ex C. B. Clarke
214. Symplocos macrophylla Wall. ex DC.
215. Symplocos maculata Brand
216. Symplocos magdalenae B. Stahl
217. Symplocos maliliensis Noot.
218. Symplocos mapiriensis Brand
219. Symplocos martinicensis Jacq.
220. Symplocos megalocarpa H. R. Fletcher
221. Symplocos melanochroa Sleumer
222. Symplocos menglianensis Y. Y. Qian
223. Symplocos mezii Szyszyl.
224. Symplocos micrantha Krug & Urb.
225. Symplocos microcalyx Hayata
226. Symplocos microphylla Wight
227. Symplocos microstyla Aranha, P. W. Fritsch & Almeda
228. Symplocos migoi Nagam.
229. Symplocos minima Aranha
230. Symplocos moaensis Borhidi
231. Symplocos mohananii J. Stephan, R. Akhil & P. W. Fritsch
232. Symplocos molobros Brand
233. Symplocos monantha Wight
234. Symplocos montana (Vieill.) Brongn. & Gris
235. Symplocos morii Almeda & L. M. Kelly
236. Symplocos mucronata Bonpl.
237. Symplocos multibracteata Noot.
238. Symplocos multipes Brand
239. Symplocos myrtacea Siebold & Zucc.
240. Symplocos nairii A. N. Henry, Gopalan & Swamin.
241. Symplocos nakaharae (Hayata) Masam.
242. Symplocos namboodiriana (Sivad. & N. Mohanan) J. Stephan, P. W. Fritsch & N. Mohanan
243. Symplocos nana Brand
244. Symplocos naniflora L. M. Kelly & Almeda
245. Symplocos neblinae Maguire & Steyerm.
246. Symplocos neei B. Ståhl
247. Symplocos neglecta Brand
248. Symplocos neillii B. Ståhl
249. Symplocos neocaledonica (Vieill.) Noot.
250. Symplocos nicolsonii R. Jagad., Gangapr., S. P. Mathew, E. S. S. Kumar & J. Stephan
251. Symplocos nigridentata L. M. Kelly & Almeda
252. Symplocos nitens (Pohl) Benth.
253. Symplocos nitidiflora Brand
254. Symplocos nivalis Linden ex Brand
255. Symplocos nivea Brand
256. Symplocos nokoensis (Hayata) Kaneh.
257. Symplocos nuda Bonpl.
258. Symplocos oblongifolia Casar.
259. Symplocos obovatifolia Merr.
260. Symplocos obtusa Wall. ex G. Don
261. Symplocos occulta Aranha
262. Symplocos octopetala Sw.
263. Symplocos odoratissima (Blume) Choisy ex Zoll.
264. Symplocos oligandra Bedd.
265. Symplocos olivacea Merr.
266. Symplocos ophirensis C. B. Clarke
267. Symplocos oranjeensis Brand
268. Symplocos orbicularis Hemsl.
269. Symplocos oreophila Almeda
270. Symplocos oresbia Jessup
271. Symplocos organensis Brand
272. Symplocos ovalis C. Wright ex Griseb.
273. Symplocos ovata B. Ståhl
274. Symplocos ovatilobata Noot.
275. Symplocos oxyphylla Wall.
276. Symplocos pachycarpa L. M. Kelly & Almeda
277. Symplocos palmarum Brand
278. Symplocos panamensis Mc Pherson
279. Symplocos paniculata (Thunb.) Miq.
280. Symplocos paniensis Pillon & Noot.
281. Symplocos parvibracteata J. Stephan, P. W. Fritsch & N. Mohanan
282. Symplocos parvifolia Benth.
283. Symplocos patazensis Mansf.
284. Symplocos paucinervia Noot.
285. Symplocos paucistaminea F. Muell. & F. M. Bailey
286. Symplocos pedunculata Noot.
287. Symplocos pendula Wight
288. Symplocos pentandra (Mattos) Occhioni ex Aranha
289. Symplocos pergracilis (Nakai) T. Yamaz.
290. Symplocos peruviana (Szyszyl.) Brand
291. Symplocos phaeoneura B. Stahl
292. Symplocos pichinchensis Cuatrec.
293. Symplocos pilosa Rehder
294. Symplocos pilosiuscula Brand
295. Symplocos pittieriana Steyerm.
296. Symplocos platyphylla (Pohl) Benth.
297. Symplocos pluribracteata B. Ståhl
298. Symplocos poilanei Guillaumin
299. Symplocos polyandra (Blanco) Brand
300. Symplocos polyphylla B. Ståhl
301. Symplocos povedae Almeda
302. Symplocos pseudobarberina Gontsch.
303. Symplocos psiloclada B. Ståhl
304. Symplocos puberula Jessup
305. Symplocos pubescens Klotzsch ex Benth.
306. Symplocos pulchra Wight
307. Symplocos pulvinata Noot.
308. Symplocos pustulosa Aranha
309. Symplocos pycnantha Hemsl.
310. Symplocos pycnobotrya Mart. ex Miq.
311. Symplocos pycnophylla Sleumer
312. Symplocos pyriflora Ridl.
313. Symplocos pyrifolia Wall.
314. Symplocos quindiuensis Brand
315. Symplocos quitensis Brand
316. Symplocos racemosa Roxb.
317. Symplocos ramosissima Wall.
318. Symplocos ramuliflora B. Stahl
319. Symplocos rayae Noot.
320. Symplocos reflexa A. DC.
321. Symplocos reginae Brand
322. Symplocos retusa Kriebel, J. A. González & E. Alfaro
323. Symplocos revoluta (Mart.) Casar.
324. Symplocos rhamnifolia A. DC.
325. Symplocos rhomboidea B. Stahl
326. Symplocos riangensis Noot.
327. Symplocos rigidissima Brand
328. Symplocos rimbachii B. Ståhl
329. Symplocos rimosa B. Stahl
330. Symplocos rizzinii Occhioni
331. Symplocos robinfosteri B. Ståhl
332. Symplocos robinsonii Ridl.
333. Symplocos robusta B. Ståhl
334. Symplocos rubiginosa Wall.
335. Symplocos salicifolia Griseb.
336. Symplocos salicioides Noot.
337. Symplocos sanaensis Masam. & Syozi
338. Symplocos sandemanii B. Ståhl
339. Symplocos sandiae Brand
340. Symplocos sararensis Cuatrec.
341. Symplocos sawafutagi Nagam.
342. Symplocos saxatilis Aranha, P. W. Fritsch & Almeda
343. Symplocos scabra J. F. Macbr.
344. Symplocos schiedeana Schltdl.
345. Symplocos schomburgkii Klotzsch ex Brand
346. Symplocos schumanniana Brand
347. Symplocos serratifolia B. Ståhl
348. Symplocos serrulata Bonpl.
349. Symplocos setchuensis Brand
350. Symplocos shilanensis Y. C. Liu & F. Y. Lu
351. Symplocos silverstonei B. Stahl
352. Symplocos singuliflora Guillaumin
353. Symplocos sisparensis B. Karthik, Murug., Anusuba, Premk. & Tharani
354. Symplocos sogeriensis Brand
355. Symplocos sonoharae Koidz.
356. Symplocos sousae Almeda
357. Symplocos speciosa Hemsl.
358. Symplocos spectabilis Brand
359. Symplocos spruceana (Miers) Gürke
360. Symplocos stawellii F. Muell.
361. Symplocos stellaris Brand
362. Symplocos striata Kriebel & N. Zamora
363. Symplocos suaveolens Klotzsch ex Brand
364. Symplocos subandina B. Ståhl
365. Symplocos subcuneata (Herzog) B. Ståhl
366. Symplocos subintegra Chatterjee
367. Symplocos subsecunda Brand
368. Symplocos sulcata Kurz
369. Symplocos sulcinervia B. Ståhl
370. Symplocos sumatrana Brand
371. Symplocos sumuntia Buch.-Ham. ex D. Don
372. Symplocos tacanensis Lundell
373. Symplocos taiwanensis S. S. Ying
374. Symplocos tamana Steyerm.
375. Symplocos tanakae Matsum.
376. Symplocos tanakana Nakai
377. Symplocos tenuifolia Brand
378. Symplocos tetragona Chen ex Y. F. Wu
379. Symplocos tetrandra (Mart.) Mart.
380. Symplocos theifolia Buch.-Ham. ex D. Don
381. Symplocos theiformis (L. fil.) Gürke
382. Symplocos theophrastifolia Siebold & Zucc.
383. Symplocos thwaitesii F. Muell.
384. Symplocos tinctoria (L.) L'Hér.
385. Symplocos trachycarpos Brand
386. Symplocos trianae Brand
387. Symplocos tribracteolata Almeda
388. Symplocos trichocarpa B. Ståhl
389. Symplocos trichomarginalis Noot.
390. Symplocos tricoccata Noot.
391. Symplocos trisepala Merr.
392. Symplocos truncata B. Ståhl
393. Symplocos ulei Brand
394. Symplocos ulotricha Y. Ling
395. Symplocos umbellata Brand
396. Symplocos unicarpa Noot.
397. Symplocos uniflora (Pohl) Benth.
398. Symplocos urbaniana Brand
399. Symplocos vacciniifolia H. S. Chen & H. G. Ye
400. Symplocos vanderwerffii B. Ståhl
401. Symplocos vatteri Standl. & Steyerm.
402. Symplocos venulosa Cuatrec.
403. Symplocos verrucisurcula B. Ståhl
404. Symplocos versteegii Brand
405. Symplocos verticillifolia Noot.
406. Symplocos vidalii Rolfe
407. Symplocos vinosodentata H. Lév.
408. Symplocos violacea Brand
409. Symplocos viridissima Brand
410. Symplocos weberbaueri Brand
411. Symplocos whitfordii Brand
412. Symplocos wikstroemiifolia Hayata
413. Symplocos wooroonooran Jessup
414. Symplocos wynadense (Kuntze) Noot.
415. Symplocos yangchunensis H. G. Ye & F. W. Xing
416. Symplocos yapacanensis Steyerm.
417. Symplocos zizyphoides Stapf